# Distrito de Siemiatycze
El distrito de Siemiatycze (en polaco: powiat siemiatycki) es una unidad de administración territorial y gobierno local (powiat) en el Voivodato de Podlaquia, al noreste de Polonia, en la frontera con Bielorrusia. Fue creado el 1 de enero de 1999, como resultado de la Reformas del gobierno local polaco aprobadas un año antes. Su sede administrativa y ciudad más grande es Siemiatycze, que está situada a 80 km al sur de la capital regional, Białystok. La otra ciudad del distrito es Drohiczina, que está a 15 km al oeste de Siemiatycze.
El distrito cubre un área de 1 459,58 km². En 2019, su población total era de 44.366 habitantes, de los cuales la población de Siemiatycze era de 14.418, la de Drohiczyn es de 1.970 y la población rural era de 27.978 personas.

## Distritos vecinos
El distrito de Siemiatycze limita con los distritos deBiała Podlaska y Łosice hacia el sur, distrito de Siedlce al suroeste, distrito de Sokołów hacia el oeste, distrito de Wysokie Mazowieckie y Bielsk al norte, y distrito de Hajnówka al noreste. También limita con Bielorrusia hacia el este.

## División administrativa
El distrito se subdivide a su vez en nueve gminas (una urbana, una urbano-rural y siete rurales). Estos se enumeran en la siguiente tabla, en orden descendente de población.
| Gmina                        | Tipo        | Área (km²) | Población (2019) | Cabeza de partido |
| Siemiatycze                  | urban       | 36.3       | 14,418           |                   |
| Gmina Drohiczyn              | urban-rural | 208.0      | 6,245            | Drohiczyn         |
| Gmina Siemiatycze            | rural       | 227.1      | 6,078            | Siemiatycze *     |
| Gmina Grodzisk               | rural       | 203.2      | 4,181            | Grodzisk          |
| Gmina Nurzec-Stacja          | rural       | 215.0      | 3,831            | Nurzec-Stacja     |
| Gmina Perlejewo              | rural       | 106.3      | 2,793            | Perlejewo         |
| Gmina Dziadkowice            | rural       | 115.7      | 2,735            | Dziadkowice       |
| Gmina Mielnik                | rural       | 196.2      | 2,352            | Mielnik           |
| Gmina Milejczyce             | rural       | 151.8      | 1,733            | Milejczyce        |
| * seat not part of the gmina |             |            |                  |                   |